# Newport (Pennsylvanie)
Pour les articles homonymes, voir Newport.
Newport est un borough situé au nord-est de la partie centrale du comté de Perry, en Pennsylvanie, aux États-Unis,. En 2010, il comptait une population de 1 574 habitants, estimée au 1er juillet 2020 à 1 589 habitants.  Le borough est incorporé le 10 mars 1840. Le borough est initialement nommé en l'honneur de Daniel Reider, il porte son nom actuel depuis 1820.

## Démographie
Lors du recensement de 2010, le borough comptait une population de 1 574 habitants. Elle est estimée, en 2020, à 1 589 habitants.

### Source de la traduction
- (en) Cet article est partiellement ou en totalité issu de l’article de Wikipédia en anglais intitulé « Newport, Pennsylvania » (voir la liste des auteurs).